# 丹羽正治
丹羽 正治（にわ まさはる、1911年4月19日 - 1992年1月11日）は、日本の実業家。松下電工名誉会長、松下電器産業監査役、PHP研究所副所長、松下政経塾副塾長、産業構造審議会委員。大阪府堺市出身。

## 経歴
1932年に大阪商科大学高商部を卒業と同時に松下電器製作所へ入社。1939年に常務取締役に就任。1945年に系列会社の松下航空工業に移籍し専務取締役となる。1947年1月、松下幸之助が公職追放され、35歳の若さで松下電工代表取締役社長に就任、幸之助の経営哲学の忠実な実践者として同社を売上高1兆円の大企業に育てる。1977年2月に同社の代表取締役会長を経て、1989年2月に名誉会長に退く。
1992年1月11日午前10時49分に急性肝炎のため、大阪府守口市の病院で死亡。80歳。

## 家族・親族
- 松下正治（義兄・松下電器産業名誉会長）
- 丹羽巌（長男）

## テレビプロデュース
- ナショナル劇場（1956年4月2日 - 1992年3月30日） 
  - 顎十郎捕物帳
  - オレと彼女
  - ドカンと一発!
  - こんにちは!そよ風さん
  - S・Hは恋のイニシァル
  - 水戸黄門（第1部 - 第20部）
  - 大岡越前（第1部 - 第12部）
  - 江戸を斬る（梓右近隠密帳 - VII）
  - 翔んでる!平賀源内

## 受賞歴
- 1973年 - 藍綬褒章
- 1981年 - 勲二等旭日重光章